# أليكسي باجا
أليكسي باجا (بالروسية: Бага, Алексей Анатольевич)‏ هو لاعب كرة قدم بيلاروسي في مركز الدفاع، ولد في 4 فبراير 1981 في باريساو في بيلاروس. شارك مع منتخب بيلاروسيا تحت 21 سنة لكرة القدم. أما مع النوادي، فقد لعب مع باتي بوريسوف ودينامو برست.

## وصلات خارجية
- أليكسي باجا على موقع قاعدة بيانات كرة القدم.إي يو (الإنجليزية)
- أليكسي باجا على موقع Soccerway.com (الإنجليزية)
- أليكسي باجا على موقع عالم كرة القدم.نت (الإنجليزية)